# Salavat
Salavat (in baschiro Salawat) è una città della Russia europea centro-orientale (Repubblica Autonoma della Baschiria). Sorge sul fiume Belaja, 165 km a sud della capitale Ufa.

## Storia
La città è molto recente, essendo stata fondata nel 1948 durante la costruzione di un grosso impianto petrolchimico; ottenne lo status di città nel 1954.
La città è intitolata a Salavat Julaev, poeta ed eroe nazionale baschiro vissuto nella seconda metà del XVIII secolo.